# Chlorhexidin
Chlorhexidin je chemické antiseptikum.
Ničí grampozitivní a gramnegativní bakterie (je baktericidní), na některé gramnegativní bakterie účinkuje méně. Je též bakteriostatický. Mechanismus účinku je založen na rozrušení buněčné membrány, nikoli na inaktivaci ATPázy, jak se dříve myslelo. Chlorhexidin vykazuje také určitý účinek proti obaleným virům, nebyl však zatím výrazněji zkoumán.
Přípravky obsahující chlorhexidin ve vysokých koncentracích nesmí přijít do kontaktu s očima (způsobuje rohovkový vřed) a s vnitřním uchem (hrozí ztráta sluchu). Ve velmi nízkých koncentracích se však používá v některých roztocích pro kontaktní čočky.

## Dostupnost
Chlorhexidin je součástí ústních vod a čističů kůže, v malých množstvích se také používá jako konzervant.
Přípravky s chlorhexidinem se prodávají pod obchodními značkami Peridex, Periochip nebo Periogard Oral Rinse. Ve Velké Británii je hlavní značkou Corsodyl (nebo Chlorohex), v Německu Chlorhexamed, v Austrálii Savacol, v Indii Clohex nebo Dejavu-MW (QUADRA), ve Venezuele Perioxidina nebo Peridont a v některých středoamerických státech Clorexil. V České republice se prodávají například přípravky Corsodyl nebo PAROEX.
Čističe kůže s chlorhexidinem prodávané například pod značkami Hibiclens nebo Hibiscrub jsou určeny hlavně pro předoperační mytí rukou, ale jsou k dispozici i pro omývání ran. Používají se též pro omývání kůže při akné. V některých státech jsou k dispozici pouze na předpis.

## Ústní hygiena
Chlorhexidin se často používá jako aktivní složka ústních vod, kde má za úkol ničit zubní plak a jiné ústní bakterie. Chlorhexidin lze tedy použít k osvěžení dechu. Ukázalo se, že má okamžitý baktericidní účinek a současně přetrvávající účinek bakteriostatický, díky vstřebání do povrchní vrstvy skloviny.
Přípravky na bázi chlorhexidinu se obvykle využívají při léčbě nebo prevenci onemocnění dásní, například gingivitidy. Podle studie firmy Colgate, se neprokázalo, že by chlorhexidinglukonát snižoval množství kamene ukládaného pod dásně, v některých studiích se ho dokonce ukládalo více. V kombinaci s xylitolem byl pozorován synergický efekt.
Dlouhodobé používání přípravků obsahujících chlorhexidin může způsobovat vznik skvrn na zubech; může mít též dopady na citlivost chuti – tento příznak lze odstranit vysazením používání chlorhexidinu
Byla vyvinuta verze přípravků, která způsobuje skvrny na zubech v menší míře.

### Povrchové použití
Chlorhexidin lze používat i mimo oblast ústní hygieny, zejména v podobě přípravků prodávaných pod značkami Oronine, Avagard, Hibiclens, Hibiscrub, ChloraPrep, BIOPATCH, a Exidine. Chlorhexidin je také součástí domácího antiseptika Savlon. Používá se pro obecné čištění kůže a k mytí rukou a operačního pole před chirurgickými zákroky. Vzhledem k dalším složkám není čistič použitelný jako ústní voda. Často se používá pro otření kůže před vpichem podkožní nebo nitrožilní jehly, namísto jodu. Chlorhexidin je kontraindikován pro použití blízko meningů, v tělních dutinách a blízko očí a uší. Ve dvouprocentní koncentraci může způsobit vážné a trvalé poškození, je-li delší dobu v kontaktu s očima nebo když je vstříknut skrz děravý ušní bubínek. Pro použití k omývání se nedoporučuje u osob do dvou měsíců věku.

### Veterinární použití
U zvířat lze používat k povrchové dezinfekci ran, jako antiseptikum ve formě šamponu nebo ušních kapek. Je účinnější v ničení bakterií než povidon-jod nebo sůl a má zbytkový účinek až 6 hodin. Mezi běžné značky přípravků patří Nolvasan Skin and Wound Cleaner, Nolvasan Ointment, Biodexin šampon, Biodexin ušní kapky atd. Je tak přínosnější při léčbě ran než při použití samotných solných roztoků.

## Deaktivace
Chlorhexidin je deaktivován anionovými sloučeninami, včetně anionových tenzidů běžně používaných jako detergenty v zubních pastách a ústních vodách. Z tohoto důvodu by se měl chlorhexidin používat k výplachu úst nejdříve 30 minut po použití jiného zubního produktu. Pro maximální účinek je dobré se nejméně jednu hodinu po použití vyhýbat jídlu, pití, kouření a výplachu úst.
I když je chlorhexidin účinný i v přítomnosti krve, mýdla a hnisu, účinnost je nižší.

## Bezpečnost
Chlorhexidin je zdraví škodlivý při požití a ve větších koncentracích dráždí kůži a oči. Smrtná dávka LD50 je 2000 mg/kg (orálně, potkan), resp. 1260 mg/kg (orálně, myš).